# Arcos de las Salinas
Arcos de las Salinas település Spanyolországban, Teruel tartományban. Arcos de las Salinas Puebla de San Miguel, Camarena de la Sierra, La Puebla de Valverde, Torrijas, La Yesa, Alpuente, Aras de los Olmos, Santa Cruz de Moya és Ademuz községekkel határos. Lakosainak száma 110 fő (2024).

## Népesség
A település lakosságának változását az alábbi diagram mutatja:
| Lakosok száma | 142  | 131  | 123  | 122  | 105  | 100  | 106  | 119  | 117  | 110  |
|               | 2001 | 2004 | 2007 | 2009 | 2012 | 2014 | 2017 | 2019 | 2022 | 2024 |